# Thieboudienne
Thieboudienne o ceebu jen es un plato tradicional de Senegal considerado el plato nacional de este país. Se compone principalmente de arroz (ceeb), pescado (jën) y salsa de tomate.

## Ingredientes y preparación
El thieboudienne es un plato de tipo been cin, donde todos los ingredientes se preparan en una misma marmita.
El pescado puede ser de diferentes tipos, por ejemplo mero, dorada, lubina, lucio o merluza. Junto con el arroz y el tomate, los ingredientes pueden variar de un lugar a otro: cebolla, zanahoria, berza, mandioca, aceite de cacahuete, perejil, ajo, pimiento, especias...
En cuanto a la preparación, por un lado se limpia el pescado rellenándolo con una parte de las verduras y especias; seguidamente se procede a su fritura durante unos pocos minutos, tras los cuales se aparta. En el mismo aceite, se sofríe el resto de las verduras y se incorpora el agua; tras su cocción, se retiran las verduras que se apartan con el pescado. A continuación, con esa agua se procede a cocer el arroz; cuando falta poco para que esté listo, se incorporan el pescado y las verduras para que todo junto se termine de hacer durante los últimos minutos.

## Origen y difusión
En Senegal se considera que esta especialidad culinaria fue invención de la cocinera Penda Mbaye, quien trabajó en la ciudad senegalesa de Saint-Louis durante el siglo XIX (época en la que dicha ciudad era capital de la África Occidental Francesa).
Este plato está extendido en los países circundantes, tales como Mali (donde se le llama zamé), Mauritania o Gambia (donde se conoce como benechin). Asimismo el Savannah red rice, especialidad americana muy similar al thieboudienne, se considera una receta de origen africano adoptada por los criollos sureños de los EE. UU.